# Anoplodesmus humberti
Anoplodesmus humberti é uma espécie de milípede da família Paradoxosomatidae. É endêmico do Sri Lanka, que foi documentado pela primeira vez em Peradeniya.